# Павликовский, Павел
Павел Александер Павликовский (пол.  Paweł Aleksander Pawlikowski, род. 15 сентября 1957 года, Варшава) — польский и британский кинорежиссёр, сценарист и продюсер.

## Биография
Когда будущему режиссёру было четырнадцать лет, его семья эмигрировала в Великобританию.
Изучал литературу и философию в Варшавском университете, продолжил учёбу в Оксфорде (его мать — филолог, специалист по австрийской словесности).
Более десяти лет снимал документальные фильмы, с 1998 года работает в игровом кино, чаще всего — в драматическом жанре. Часто сотрудничает с российскими кинематографистами, неоднократно награждался различными премиями.

## Фильмография
- «Таксист»

### Режиссёр

#### Документальные фильмы
1. 1989 — 1991 — Москва-Петушки / From Moscow to Pietushki
2. 1991 — 1992 — Путешествие Достоевского / Dostoevsky’s Travels
3. 1992 — Сербский эпос / Serbian Epics
4. 1994 — Путешествие с Жириновским / Tripping with Zhirinovsky

#### Игровые фильмы
1. 1998 — Стрингер
2. 2000 — Последнее пристанище / Last Resort
3. 2004 — Моё лето любви (по одноимённому роману Хелен Кросс)
4. 2011 — Женщина из пятого округа
5. 2013 — Ида
6. 2018 — Холодная война / Zimna wojna

### Сценарист
1. 1989 — 1991 — Москва-Петушки / From Moscow to Pietushki
2. 1998 — Стрингер
3. 2000 — Последнее пристанище / Last Resort
4. 2004 — Моё лето любви (по одноимённому роману Хелен Кросс)
5. 2011 — Женщина из пятого округа
6. 2013 — Ида
7. 2014 — Эпик / Lost in Karastan
8. 2018 — Холодная война / Zimna wojna
9. 2024 — Лимонов, баллада об Эдичке

### Продюсер
1. 1991 — 1992 — Путешествие Достоевского / Dostoevsky’s Travels
2. 1992 — Сербский эпос / Serbian Epics
3. 1994 — Путешествие с Жириновским / Tripping with Zhirinovsky

## Призы и награды
- 1992 — Европейская киноакадемия
  - Лауреат в категории «Лучший документальный фильм» — особое упоминание («Путешествие Достоевского»)
- 2001 — Британская академия
  - Премия имени Карла Формана самому многообещающему новичку («Последнее пристанище»)
  - Номинация на премию имени Александра Корды за самый выдающийся британский фильм года («Последнее пристанище»)
- 2001 — Европейская киноакадемия
  - Номинация в категории «Европейское открытие года» («Последнее пристанище»)
- 2005 — Британская академия
  - Премия имени Александра Корды за самый выдающийся британский фильм года («Мое лето любви»)
  - Номинация в категории «Лучший режиссёр» («Мое лето любви»)
- 2014—2015 — Фильм Ида
  - Европейская киноакадемия
    - Лауреат в категориях «Лучший фильм», «Лучший режиссёр», «Приз зрительских симпатий»
    - Номинация в категории «Лучшая работа сценариста»

  - Лауреат Премия «Гойя» за лучший европейский фильм
  - Номинация Премия «Сезар» за лучший фильм на иностранном языке
  - Лауреат Премия «Оскар» за лучший фильм на иностранном языке
- 2018—2019 — Фильм Холодная война
  - Лауреат Приза Каннского кинофестиваля за лучшую режиссуру
  - Номинация на Оскар